# Bistum Oulu
Das Bistum Oulu (finnisch Oulun hiippakunta) ist eines von neun Bistümern der Evangelisch-Lutherischen Kirche Finnlands. Das Bistum ist das nördlichste Finnlands und sein Bischof ist seit 2018 Jukka Keskitalo.
Das Bistum wurde im Jahr 1851 als Bistum Kuopio gegründet. Im Jahr 1900 wurde der Bischofssitz von Kuopio nach Oulu verlegt, der Name wurde aber erst 1923 in „Bistum Oulu“ geändert. Das Bistum Oulu umfasst den größten Teil der Landschaft Nordösterbotten sowie die Landschaft Lappland. Bischofssitz ist der Dom von Oulu.

## Ordinarien

### Bischöfe von Kuopio
1. Robert Frosterus 1851–1884
2. Gustaf Johansson 1885–1897
3. Otto Immanuel Colliander 1897–1899

### Bischöfe von Oulu
1. Juho Koskimies 1900–1936
2. Juho Mannermaa 1936–1943
3. Yrjö Wallinmaa 1943
4. Väinö Malmivaara 1943–1954
5. Olavi Heliövaara 1954–1963
6. Leonard Pietari Tapaninen 1963–1965
7. Kaarlo Johannes Leinonen 1965–1979
8. Olavi Rimpiläinen 1979–2000
9. Samuel Salmi 2001–2018
10. Jukka Keskitalo 2018–